# Филипини на Светском првенству у атлетици на отвореном 2019.
Филипини су учествовали на 17. Светском првенству у атлетици на отвореном 2019. одржаном у Дохи од 27. септембра до 6. октобра шеснаести пут. Репрезентацију Филипина представљао је један такмичар који се такмичио у скоку мотком.
На овом првенству такмичар Филипина није освојио ниједну медаљу нити остварио неки резултат.

## Учесници
Мушкарци:
- Ернест Џон Обиена — Скок мотком

## Резултати

### Мушкарци
| Атлетичар         | Дисциплина  | Лични рекорд | Квалификације | Квалификације | Полуфинале | Полуфинале | Финале               | Финале       | Детаљи |
| Атлетичар         | Дисциплина  | Лични рекорд | Резултат      | Место         | Резултат   | Место      | Резултат             | Место        | Детаљи |
| ----------------- | ----------- | ------------ | ------------- | ------------- | ---------- | ---------- | -------------------- | ------------ | ------ |
| Ернест Џон Обиена | Скок мотком | 5,81         | 5,60          | 8. у гр. Б    |            |            | Није се квалификовао | 15 / 29 (33) |        |